# Folle de moi
Pour plus de détails, voir Fiche technique et Distribution.
Folle de moi est un téléfilm français de Pierre Joassin sorti en 1996. Également distribué en Belgique sous le titre Y'a pas de Lézard.

## Synopsis
Marqué par le départ de sa mère alors qu'il était tout enfant, Renaud Guérin, 14 ans, n'accepte pas que son père, François, puisse se remarier. Conscient de ce traumatisme, ce dernier n'ose pas lui parler de son projet d'union avec sa compagne, Claire. Par ailleurs fort occupé, il ne peut consacrer tous ses week-ends à Renaud, interne dans un établissement privé et se fait régulièrement remplacer par une collaboratrice. Il a alors l'idée d'envoyer sa future épouse à sa place, en escomptant que la jeune femme plaira à l'adolescent. Renaud s'insurge à la perspective de passer un week-end avec une nouvelle assistante et demande à un camarade, Stéphane, de se faire passer pour lui....

## Fiche technique
- Titre : Folle de moi
- Réalisation : Pierre Joassin
- Scénario : Jean-Claude Islert
- Scénario : Pierre-Colin Thibert
- Lieux de tournage : Centre de Spa, Hôtel Cardinal Spa, Lac de Warfaaz, Parc de Sept heure Spa, Hôtel Métropole Bruxelles, Centre omnisports de la région de Bruxelles
- Durée : 90 minutes

## Distribution
- Grace de Capitani : Claire Girod
- Bernard Le Coq : François Guérin
- Jacques de Candé : Stéphane Ravel
- Charles-Henri Lorieux : Renaud Guérin
- André Debaar : le directeur